# Lendschan (Verwaltungsbezirk)
Lendschan  (persisch شهرستان خوانسار) ist ein Schahrestan in der Provinz Isfahan im Iran. Er enthält die Stadt Zarrin Shahr, welche die Hauptstadt des Verwaltungsbezirks ist. Sie liegt an den Ufern des Zayandeh-Flusses, des größten Flusses der Provinz Isfahan. Die Landwirtschaft ist eine wichtige Einnahmequelle, und das wichtigste Produkt in Lendschan ist Reis.

## Demografie
Bei der Volkszählung 2016 betrug die Einwohnerzahl des Schahrestan 262.912. Die Alphabetisierung lag bei 91 Prozent der Bevölkerung. Knapp 90 Prozent der Bevölkerung lebten in urbanen Regionen.
| Zensusjahr | Einwohnerzahl |
| ---------- | ------------- |
| 2011       | 246.510       |
| 2016       | 262.912       |